# 媽閣廟前地
媽閣廟前地（葡萄牙語：Largo do Pagode da Barra）是澳门半岛南部風順堂區媽閣廟門前的廣場。因位置於媽閣廟前而得名，是各等地遊客訪澳門必到的旅遊景點之一。前地向海之方向有澳門海事博物館，附近有新發展出現的手信街。北端為妈阁斜巷，南端連接媽閣上街。

## 特色
面向澳門海事博物館一則的地面上，豎立了兩支石旗桿。

## 前地功能
- 文化表演，包括新年節日舞龍、神誕上演神功戲；
- 人群旅客聚集，包括活動前後；
- 藝術作品取景。

## 旅遊景點
1. 澳門海事博物館
2. 媽閣廟
3. 皇家橋碼頭（1號碼頭）

## 交通

### 公共巴士
M3 媽閣交通樞紐（Centro Modal de Transportes da Barra）
路線：1、2、5、6B、10、11、18、18B、21A、61
M198 西灣湖景大馬路／媽閣碼頭（Avenida Panorâmica do Lago Sai Van / Ponte-cais da Barra）
路線：1、2、5、6B、9、10、11、18、18B、21A、26、55、60、61、65、71S、MT4、N3
M203 媽閣廟站（Templo Á Ma）
路線：1、2、5、6B、10、11、16S、18、21A、26、28B、55、60、61、65、71S、MT4、N3

### 輕軌
█  氹仔線媽閣站

## 外部連結
- https://web.archive.org/web/20070305142720/http://www.takungpao.com/news/06/03/06/MFTX-534012.htm

| 澳門歷史城區 |
| 建築 |
| 媽閣廟 \| 港務局大樓 \| 鄭家大屋 \| 聖老楞佐教堂 \| 聖若瑟修院大樓及聖堂 \| 崗頂劇院 \| 何東圖書館大樓 \| 聖奧斯定教堂 \| 市政署大樓 \| 三街會館（關帝廟） \| 仁慈堂大樓（仁慈堂博物館） \| 大堂（主教座堂） \| 大堂巷七號住宅（盧家大屋） \| 玫瑰聖母堂 \| 大三巴牌坊 \| 哪吒廟 \| 舊城牆遺址 \| 大炮台 \| 聖安多尼教堂（花王堂） \| 東方基金會會址 \| 基督教墳場（包括馬禮遜小教堂） \| 東望洋炮台（包括聖母雪地殿教堂及燈塔）（保育危機） |
| 前地 |
| 媽閣廟前地 \| 亞婆井前地 \| 崗頂前地 \| 議事亭前地 \| 板樟堂前地 \| 大堂前地 \| 耶穌會紀念廣場 \| 賈梅士前地 |
| 区内其他地点及街道 |
| 海事博物館 \| 妈阁斜巷 \| 妈阁街 \| 高楼街 \| 政府總部事務局 \| 聖若瑟教區中學第二、三校 \| 龙嵩正街 \| 亞美打利庇盧大馬路 \| 聖若瑟教區中學第四校 \| 澳門郵政局大樓 \| 聖物寶庫 \| 大三巴街 \| 天主教藝術博物館與墓室 \| 澳門博物館 \| 大炮台山 \| 花王堂街 \| 白鸽巢总站 \| 东望洋山 |